# Tibor Velický
Tibor Velický (* 9. května 1953) je bývalý slovenský fotbalista, který nastupoval ve středu pole nebo v útoku.

## Hráčská kariéra
V československé lize hrál za Spartak Trnava, aniž by skóroval. Debutoval v sobotu 8. března 1975 v Brně na stadionu Za Lužánkami proti Zbrojovce (prohra 0:1). Naposled v I. lize nastoupil v sobotu 5. dubna téhož roku v Nitře proti domácím (prohra 1:2).
V nižších soutěžích hrál za Dunajskou Stredu (1976/77 – vítězství v mistrovstvích kraje, jaro 1979, 1979/80: 6 branek, 1980/81: 8 startů/1 branka) a Slovan Agro Levice.

### Prvoligová bilance
| Ročník             | Zápasy | Góly | Minuty | Klub              |
| ------------------ | ------ | ---- | ------ | ----------------- |
| I. liga 1974/75    | 2      | 0    | 32     | TJ Spartak Trnava |
| CELKEM I. ČS. LIGA | 2      | 0    | 32     |                   |